# Ngô Ái Anh
Ngô Ái Anh (giản thể: 吴爱英; phồn thể: 吳愛英; bính âm: Wú Àiyīng; sinh tháng 12 năm 1951) là nữ chính khách nước Cộng hòa Nhân dân Trung Hoa. Bà từng là Bí thư tổ Đảng Bộ Tư pháp, Bộ trưởng Bộ Tư pháp Trung Quốc từ năm 2005 đến năm 2017 dưới nhiệm kỳ của Thủ tướng Ôn Gia Bảo và ông Lý Khắc Cường, bà là người giữ chức Bộ trưởng lâu nhất trong lịch sử của bộ này tổng cộng 12 năm. Trước khi được điều lên trung ương làm Phó Bí thư tổ Đảng Bộ Tư pháp, Thứ trưởng Bộ Tư pháp vào tháng 11 năm 2003, bà từng giữ nhiều cương vị ở tỉnh Sơn Đông. Bà đã bị khai trừ khỏi Đảng Cộng sản Trung Quốc năm 2017 do vi phạm kỷ luật nghiêm trọng.

## Tiểu sử

### Thân thế
Ngô Ái Anh là người Hán sinh tháng 12 năm 1951 trong một gia đình nông dân nghèo ở huyện Xương Lạc tỉnh Sơn Đông.

### Giáo dục
Tháng 3 năm 1971 đến tháng 8 năm 1973, Ngô Ái Anh theo học khoa chính trị tại Đại học Sơn Đông.
Tháng 9 năm 1988 đến tháng 1 năm 1989, bà theo học lớp nâng cao cán bộ cấp sở địa ở Trường Đảng Trung ương Đảng Cộng sản Trung Quốc.
Tháng 3 đến tháng 5 năm 1994, bà theo học lớp nâng cao cán bộ cấp tỉnh bộ ở Trường Đảng Trung ương Đảng Cộng sản Trung Quốc.
Tháng 9 năm 1995 đến tháng 10 năm 1997, bà theo học lớp nâng cao chương trình học thạc sĩ chuyên ngành chủ nghĩa xã hội khoa học, Học viện Quốc chính thuộc Đại học Sơn Đông.
Tháng 9 năm 1998 đến tháng 7 năm 2001, bà theo học chuyên ngành chính trị học nghiên cứu sinh tại chức cán bộ cấp tỉnh bộ tại Trường Đảng Trung ương Đảng Cộng sản Trung Quốc.
Tháng 3 đến tháng 5 năm 2001, bà theo học lớp nâng cao cán bộ cấp tỉnh bộ ở Trường Đảng Trung ương Đảng Cộng sản Trung Quốc.
Năm 2004 đến năm 2006, bà theo học chuyên ngành lý luận luật học nghiên cứu sinh tại chức ở Trường Đảng Trung ương Đảng Cộng sản Trung Quốc.

### Sự nghiệp
Tháng 10 năm 1970, Ngô Ái Anh gia nhập Đảng Cộng sản Trung Quốc. Trong khoảng thời gian theo học tại Đại học Sơn Đông từ tháng 3 năm 1971 đến tháng 8 năm 1973, Ngô Ái Anh giữ cương vị Ủy viên Đảng ủy Trường, Phó Bí thư Chi bộ Đảng lớp, lớp phó.
Tháng 8 năm 1973, sau khi tốt nghiệp đại học, Ngô Ái Anh về làm giáo viên Trường Đảng Huyện ủy Xương Lạc, tỉnh Sơn Đông. Tháng 12 năm 1974, bà được bổ nhiệm làm Phó Bí thư Đảng ủy công xã Cao Nhai, huyện Xương Lạc, tỉnh Sơn Đông. Tháng 9 năm 1975, bà được bổ nhiệm giữ chức Ủy viên Ban Thường vụ Huyện ủy Xương Lạc, Phó Bí thư Đảng ủy công xã Thành Quan. Tháng 11 năm 1976, bà được bổ nhiệm làm Phó Bí thư Huyện ủy Xương Lạc, Bí thư Đảng ủy công xã Thành Quan kiêm Phó Chủ nhiệm Ủy ban Cách mạng huyện Xương Lạc, Chủ nhiệm Ủy ban Cách mạng. Tháng 7 năm 1978, bà được cử làm Bí thư Đoàn Thanh niên Cộng sản Địa ủy Xương Duy, tỉnh Sơn Đông. Tháng 10 năm 1982, bà được luân chuyển lên làm Phó Bí thư Tỉnh Đoàn Sơn Đông, Phó Chủ tịch Hội Liên hiệp Thanh niên tỉnh rồi Chủ tịch Hội Liên hiệp Thanh niên tỉnh Sơn Đông, Chủ nhiệm Ủy ban Công tác Đội Thiếu niên Tiên phong tỉnh Sơn Đông. Tháng 12 năm 1989, bà được bổ nhiệm giữ chức Phó Bí thư tổ Đảng, Phó Chủ nhiệm Hội Liên hiệp Phụ nữ tỉnh Sơn Đông. Tháng 8 năm 1990, bà được bổ nhiệm làm Bí thư tổ Đảng, Chủ nhiệm Hội Liên hiệp Phụ nữ tỉnh Sơn Đông. Tháng 6 năm 1992, bà được cử làm Bí thư tổ Đảng, Chủ nhiệm Hội Liên hiệp Phụ nữ tỉnh Sơn Đông kiêm Viện trưởng Phân viện Sơn Đông của Học viện Cán bộ Quản lý Phụ nữ Trung Quốc.
Tháng 4 năm 1993, Ngô Ái Anh được bổ nhiệm làm Phó Tỉnh trưởng Chính phủ Nhân dân tỉnh Sơn Đông, thành viên tổ Đảng Chính phủ nhân dân tỉnh kiêm Bí thư tổ Đảng, Chủ nhiệm Hội Liên hiệp Phụ nữ tỉnh Sơn Đông kiêm Viện trưởng Phân viện Sơn Đông của Học viện Cán bộ Quản lý Phụ nữ Trung Quốc. Tháng 5 năm 1993, bà thôi kiêm nhiệm các chức vụ Bí thư tổ Đảng, Chủ nhiệm Hội Liên hiệp Phụ nữ tỉnh Sơn Đông kiêm Viện trưởng Phân viện Sơn Đông của Học viện Cán bộ Quản lý Phụ nữ Trung Quốc. Tháng 4 năm 1998, bà được bổ nhiệm giữ chức Phó Bí thư Tỉnh ủy Sơn Đông. Tháng 3 năm 2002, bà được bổ nhiệm làm Phó Bí thư Tỉnh ủy Sơn Đông kiêm Bí thư tổ Đảng, Chủ tịch Ủy ban Hội nghị Hiệp thương Chính trị Nhân dân Trung Quốc tỉnh Sơn Đông.
Tháng 11 năm 2003, Ngô Ái Anh được điều lên trung ương giữ chức Phó Bí thư tổ Đảng Bộ Tư pháp, Thứ trưởng Bộ Tư pháp, hàm Bộ trưởng. Tháng 7 năm 2005, bà được bổ nhiệm làm Bí thư tổ Đảng Bộ Tư pháp, Bộ trưởng Bộ Tư pháp Trung Quốc ở tuổi 53. Ngô Ái Anh trở thành nữ Bộ trưởng Tư pháp thứ hai trong lịch sử của nước Cộng hòa Nhân dân Trung Hoa, sau bà Sử Lương.
Tháng 2 năm 2017, Ngô Ái Anh được miễn nhiệm chức vụ Bí thư tổ Đảng Bộ Tư pháp, Bộ trưởng Bộ Tư pháp, thay thế bà là Trương Quân, Phó Bí thư Ủy ban Kiểm tra Kỷ luật Trung ương Đảng Cộng sản Trung Quốc.
Ngô Ái Anh là Ủy viên dự khuyết Ban Chấp hành Trung ương Đảng Cộng sản Trung Quốc các khoá 14, 15, 16 và là Ủy viên chính thức Ban Chấp hành Trung ương Đảng Cộng sản Trung Quốc các khóa 17 và khóa 18.

## Vi phạm kỷ luật nghiêm trọng
Ngày 3 tháng 6 năm 2017, tờ "Nhật báo Bình Quả" của Hongkong đưa tin: ‘‘Ngô Ái Anh do liên quan đến vấn đề làm giả hồ sơ lý lịch của Chủ nhiệm chính trị Bộ Tư pháp Lô Ân Quang nên đã bị khai trừ đảng, giáng cấp xuống Cục phó không giữ chức và bãi bỏ tư cách đại biểu Đại hội 18; tuy nhiên thông tin này không được xác nhận.’’ Ông Lô Ân Quang sinh 1958 là đồng hương tỉnh Sơn Đông với Ngô Ái Anh. Từ một ông chủ công ty tư nhân thành đạt, Lô Ân Quang đã làm giả toàn diện hồ sơ lý lịch từ thay tên tuổi, ngày tháng năm sinh, hoàn cảnh xuất thân, học lực để được làm quan.
Ngày 14 tháng 10 năm 2017, sau khi bế mạc Hội nghị Trung ương 7 khoá 18 của Đảng Cộng sản Trung Quốc, theo thông báo của Ủy ban Kiểm tra Kỷ luật Trung ương, bà Ngô Ái Anh có "những vấn đề nghiêm trọng về kỷ luật" và đã bị khai trừ đảng vì vi phạm kỷ luật nghiêm trọng.